# Бурцев, Иван Григорьевич
Иван Григорьевич Бурцев (Бу́рцов; 1794 — 23 июля (4 августа) 1829) — русский генерал, член декабристских организаций, участник Русско-турецкой войны 1828—1829 годов.

## Биография
Родился в 1794 году; происходил из дворян Пронского уезда Рязанской губернии.
Воспитывался в Московском университетском благородном пансионе. Числился на службе с 1802 года, участник Отечественной войны 1812 и заграничных походов, 30 июля 1812 года Бурцев, имея 18 лет от роду, поступил в армию с чином прапорщика. 6 февраля 1813 года был определён в свиту Его Императорского Величества (впоследствии Генеральный штаб) и вскоре за тем с корпусом войск графа П. А. Толстого выступил участником сражений с французскими войсками при Дрездене, Донау, Кайтице и Плауене, а в 1814 году нёс службу близ города Гамбурга.
Отличные способности, выказанные Бурцевым в этой кампании, обратили на него особенное внимание. 1 августа 1814 году был награждён орденом св. Владимира 4-й степени с бантом и переведён в Гвардейский Генеральный штаб. Далее Бурцев последовательно был произведён в подпоручики (6 марта 1816), поручики (12 августа 1817) и штабс-капитаны (30 августа 1818). 12 марта 1819 года Бурцев был переведён в лейб-гвардии Московский полк с назначением адъютантом к начальнику штаба 2-й армии П. Д. Киселёву; 10 декабря 1819 года получил чин капитана, а 28 июля 1822 года произведён в полковники. 19 марта 1824 года назначен командиром Украинского пехотного полка.
Был членом декабристских организаций Священной артели, Союз спасения и одним из руководителей Союз благоденствия. Также знал о существовании Южного и Северного обществ. В самом восстании 14 декабря 1825 года участия не принимал, но 11 января 1826 года был арестован и заключён в Петропавловскую крепость с предписанием «посадить по усмотрению и содержать строго». 18 марта высочайше повелено отрешить от должности, заключить на 6 месяцев в Бобруйскую крепость и отправить потом на службу без лишения чина. 19 июля 1826 года получил прощение и обращён на службу без лишения чина. Был отправлен на Кавказ, где служил в полках: Колыванском, Тифлисском и Мингрельском и был комендантом Тавриза.
В 1828 году Бурцев с особенным отличием участвовал в делах: при осаде и взятии Карса, Ахалкалаки и Ахалциха, 12 августа того же года назначен командующим Херсонским гренадерским полком; 16 ноября 1828 года был награждён орденом св. Георгия 4-й степени.
Кампанию 1829 года Бурцев открыл первый. В день получения графом Паскевичем решительных известий о намерении турок овладеть Ахалцыхом, Бурцеву было поручено, с семью ротами пехоты, полком казаков и пятью орудиями, двинуться на освобождение крепости, блокированной неприятельскими войсками, под предводительством Ахмет-Бека Аджарского. Быстро двигаясь, Бурцев 26 февраля достиг реки Куры, выдержал у переправы двухдневный бой с превосходным в силах неприятелем, 1 марта перешёл на правый берег и, наступая искусным фланговым движением к Ахалцыху, с отрядом, составлявшим авангард корпуса генерала Муравьёва, понудил Аджарского хана снять осаду; вечером же 5 марта Бурцев вступил в освобожденную крепость. 14 апреля, за отличие, он был произведен в генерал-майоры и назначен командиром 2-й бригады 21-й пехотной дивизии. Эту награду Бурцев не замедлил оправдать новым подвигом.
В исходе апреля, когда выяснилось новое намерение турецких войск овладеть Ахалцыхом, и авангард их до 5000 человек, находясь под личным начальством Ахмет-паши, уже двинулся на разграбление христианских деревень ардаганского санджака, Бурцев с небольшим отрядом был выслан к деревне Цурцкаб (в 50 верстах от Ахалцыха), через которую неприятель должен был возвращаться. Подойдя к деревне, Бурцев нашёл в ней уже всё турецкое ополчение, значительно превосходившие его силы. Несмотря на это, он предпочел атаковать неприятеля; вытесняя турок с одной высоты на другую, отряд дошёл до Цурцкаба, где был остановлен сильным укреплением. После долгой перестрелки, хан устремил против русского отряда все свои силы, но отбитый с уроном на всех пунктах, вернулся в укрепление и наутро, не выждав вторичного нападения, обратился в бегство. Бурцев преследовал его и по пути сжёг несколько непокорных селений, совершенно опустошив, таким образом, край, где турецкие войска находили постоянное убежище; 2 мая он возвратился к Ахалцыху, а оттуда отошёл к Ахцуру, для окончания возводившегося в Боржомском ущелье укрепления, названного Страшным окопом.
Между тем хан опять собрал свои рассыпанные войска и со значительными силами расположился снова в виду Ахалцыха, на неприступных Аджарских горах. Получив донесение о том, граф Паскевич предписал Бурцеву немедленно приблизить свой отряд к Поцховскому ущелью, а генералу Муравьёву двинуться из Ардагана в тыл туркам. 1 июня авангард Бурцева прибыл к селению Дигур и здесь выдержал пятичасовой бой со спустившимися с гор турками; вечером того же дня вступил в дело весь отряд и, поддерживаемый демонстрацией Муравьёва, заставил неприятеля отступить в укреплённый лагерь, где, атакованный на другой день соединенными силами обоих генералов, турецкий корпус был разбит наголову и обратился в бегство, оставив победителям весь свой стан, богатые запасы и всю артиллерию. Весь корпус, около 15000 человек, собранный большей частью из воинственных народов аджаров и лазов, предводимых тремя пашами, был совершенно уничтожен.
Вслед за тем Муравьёв, а с ним и Бурцев, были отозваны к Карсу. 13 июня Паскевич двинулся к Саганлугскому хребту, а Бурцеву с отдельным отрядом поручил произвести демонстрацию к Милли-Дюза, с целью отвлечь внимание войск Гагки-паши от направления марша главных сил. Приняв отряд генерала Бурцева за главные силы, турки открыли против него наступление и успели значительно растянуть свои силы, а тем временем весь корпус Паскевича появился против их левого фланга. 19 и 20 июня, в битвах при Каинлах и Милли-Дюзе, нанесено решительное поражение войскам Эрзерумского сераскира и трехбунчужного Гагки-паши; Бурцев явился здесь одним из ближайших участников.
После этой двойной победы был послан с отдельным отрядом к деревне Ардосу для увеличения в неприятеле страха, произведенного решительным поражением; 27 июня участвовал в покорении Эрзерума и 7 июля занял без боя город Байбурт. Там, узнав, что турки в числе до 12000 человек собрались на дороге к Трапезунду, в г. Гюмиш-Хане, и рассчитывая предупредить их нечаянным нападением, Бурцев, в ночь с 18 на 19 июля, выступил против них с пятью ротами пехоты и с конно-мусульманским полком. Подойдя к селению Харт, он нашёл его занятым превосходящими силами неприятеля, однако повел свой отряд в атаку, лично став во главе мусульманского полка; в пылу битвы, увлекшись преследованием неприятельского знаменщика, был им смертельно ранен в грудь навылет из пистолета и на четвёртый день скончался в Байбурте, похоронен в городе Гори.

## Военные чины
- Прапорщик (30.07.1812)[5]
- Подпоручик (06.03.1816)
- Поручик (12.08.1817)
- Штабс-капитан (30.08.1818)
- Капитан (10.12.1819)
- Полковник (28.07.1822)
- Генерал-майор за отличие (14.04.1829)

## Награды
- Орден Святого Владимира 4-й степени с бантом (01.08.1814)[5]
- Орден Святой Анны 2-й степени (1820)
- Алмазные знаки к Ордену Святой Анны 2-й степени (1823)
- Орден Святого Георгия 4-й степени (16.11.1828)
- Орден Святого Владимира 3-й степени (29.11.1828)